# A Good Man (película de 2020)
A Good Man es una película dramática francobelga de 2020, dirigida y producida por Marie-Castille Mention-Schaar, a partir de un guion de Mention-Schaar y Christian Sondregger. Está protagonizada por Noémie Merlant, Soko, Vincent Dedienne, Gabriel Almaer, Alysson Paradis, Anne Loiret, Geneviève Mnich y Jonas Ben Ahmed.
La película fue seleccionada para proyectarse en el Festival de Cine de Cannes 2020, antes de su cancelación debido a la pandemia de COVID-19. Se estrenó en el Festival de Cine de Deauville el 6 de septiembre de 2020.

## Argumento
Benjamin y Aude quieren tener un bebé, pero cuando descubren que Aude no puede concebir, Benjamin se le ocurre un plan, Benjamin decide que será él quien tenga el embarazo: porque él no nació como Benjamin, sino como Sarah.

## Reparto
- Noémie Merlant como Benjamin
- Soko como Aude
- Vincent Dedienne como Antonie
- Gabriel Almaer como Erwann
- Alysson Paradis como Annette
- Anne Loiret como Eva
- Geneviève Mnich como Jeannette
- Jonas Ben Ahmed como Neil